# Спільна зона безпеки

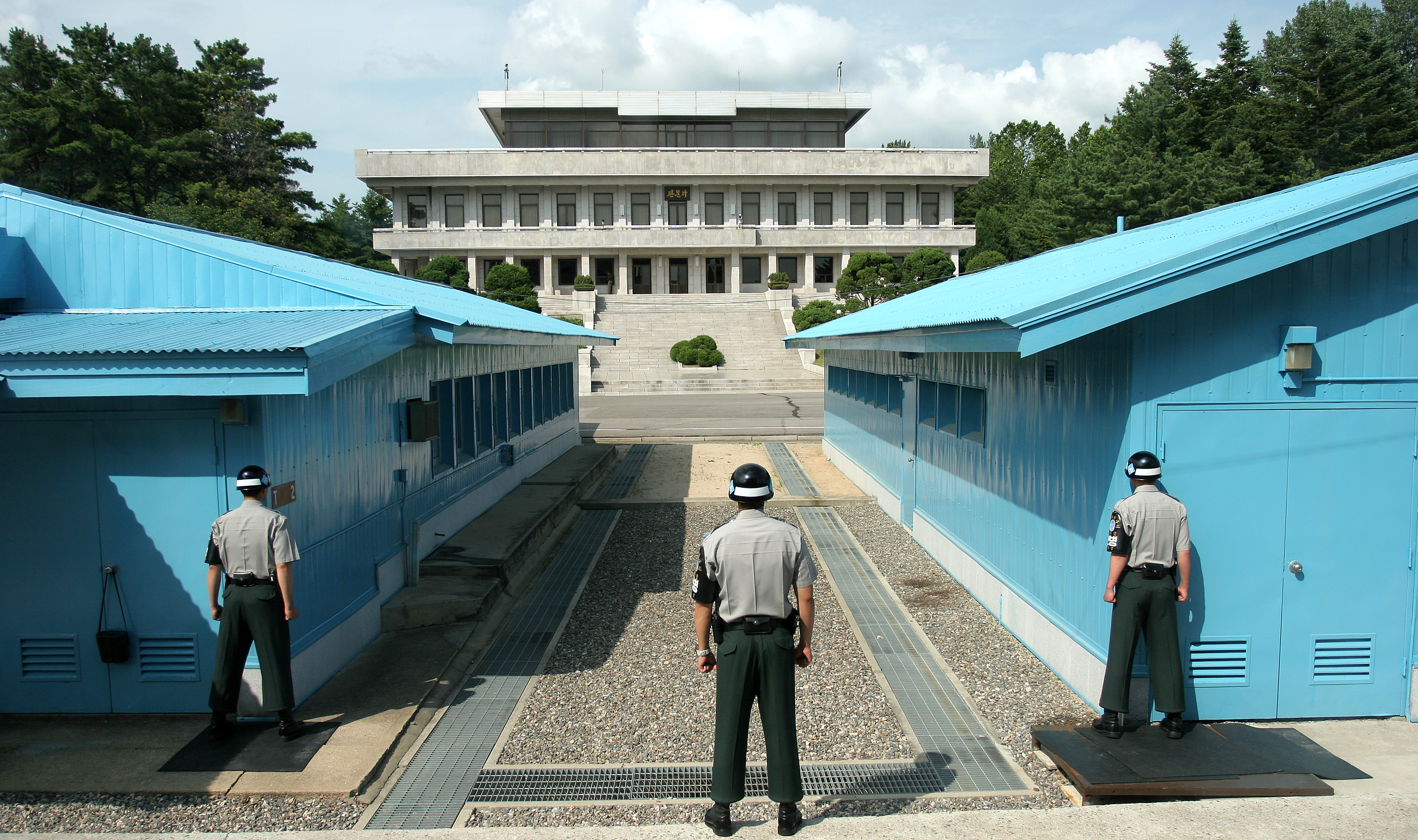
Південнокорейські солдати стоять на варті у спільній зоні безпеки між синіми будівлями. Вид з півдня. Ззаду триповерховий зал Панмунгак у Північній Кореї.

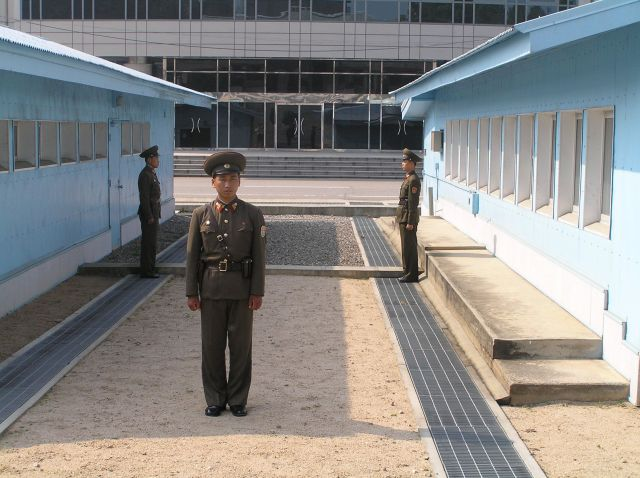
Північнокорейські солдати стоять на варті біля спільної зони безпеки між синіми будівлями. Вид з півночі. Ззаду, перший поверх Freedom House у Південній Кореї. Цегляний виступ є фактичною фізичною межею зони безпеки.

Спільна зона безпеки ((англ. Joint Security Area) JSA, яку часто називають селом перемир’я або Пханмунджом) — це єдина частина корейської демілітаризованої зони (DMZ), де війська Північної та Південної Кореї стоять віч-на-віч. Спільна зона безпеки використовується двома Кореями для дипломатичних зустрічей і до березня 1991 року також була місцем військових переговорів між Північною Кореєю та Командуванням ООН (UNC).
Спільна зона безпеки була місцем численних подій та інцидентів з моменту свого заснування в 1953 році, першим з яких була репатріація військовополонених після припинення військових дій через міст неповернення. У 2018 році офіційні особи Північної та Південної Кореї погодилися очистити JSA від усіх мін, зброї та охоронних постів. Це виведення було завершено 25 жовтня 2018 року, і тепер ця зона містить лише 35 неозброєних охоронців. Далі було домовлено, що відтепер ця територія буде в основному туристичною визначною пам'яткою. 6 листопада 2018 року було оголошено, що UNC передасть основні обов’язки з охорони демілітаризованої зони спільної безпеки як Північній, так і Південній Кореї.

## Місцезнаходження
Спільна зона безпеки розташована приблизно за 800 метрів на південь від початкового села Пханмунджом. Саме через таку близькість терміни Спільна зона безпеки і Панмунджом часто використовуються як синоніми. Село охоплювало більшу територію, ніж нинішній комплекс JSA, і складалося переважно з ферм. Воно було зруйноване під час війни, і все, що зараз залишилося на місці села, це будівля, побудована для підписання Корейської угоди про перемир'я, нині Музей миру Північної Кореї. Сайт адмініструється командуванням ООН.

## Створення
Серед положень Угоди про перемир'я в Кореї, підписаної 27 липня 1953 року, для припинення вогню в Корейській війні, було створення Військової комісії з перемир'я (MAC), агентства для нагляду за дотриманням умов перемир'я. Зустрічі представників MAC від командування ООН (UNC) і Корейської народної армії/китайських народних добровольців (KНA/КПВ) проводилися в зоні спільної безпеки, анклаві шириною 800 метрів приблизно круглої форми, розділений навпіл військовою демаркаційною лінією (MDL), що розділяє Південну та Північну Кореї, і створений як нейтральна зона, де було вільне пересування обох сторін будь-де в межах кордонів JSA.